# メイヴ (歌手)
メイヴ（méav、本名 Méav Ní Mhaolchatha、メイヴ・ニー・ウェールカハ）はアイルランドの歌手である。アイルランドの伝統音楽に根ざしつつ、現代的な洗練された感覚をも採り入れて活動している。ケルティック・ウーマンの結成メンバーの一人でもある。

## 概説
ダブリン生まれ。音楽好きな一家に育ち、幼い頃から伝統音楽やクラシックに親しんだ。アイルランド語で教育を受け、クラシックの声楽やピアノ、ハープ、タンバリンを学ぶ一方、ダブリン大学のトリニティ・カレッジ では法律の学位を取得した。
２００４年に他の4人のメンバーとともにケルティック・ウーマンを結成。デビュー・アルバム『Celtic Woman』がビルボード世界音楽チャート1位に輝くなど、世界的な名声を獲得した。1998年に産休のため一時的に離脱、2007年に最終的に脱退した。
大学卒業後に本格的に音楽に関わり始め、やがて彼女はアイルランドのコーラス・グループ、アヌーナ (en:Anúna) にソリストとして参加するようになった。このアヌーナとの活動を通じてエルヴィス・コステロ、ブライアン・ケネディ、マイケル・クロフォード、チーフタンズといった著名なミュージシャンとの共演を果たした。アヌーナは世界的にヒットしたダンス・パフォーマンス『リバーダンス』にフィーチャーされたことで国際的な注目を集め、メイヴにもさらなる活動の道が開かれるようになった。1997年から翌年にかけてはアイルランド国立交響楽団との共演で全米をツアーした。
1999年に自身の名を冠した『méav』でアルバム・デビュー。アイルランドの民謡やケルト系のアーティストの楽曲のカバーなどを収録したこのアルバムは母国のみならず世界的にも話題を呼び、日本や韓国へもツアーした。2002年には自身のプロデュースにより2枚目となるアルバム『silver sea』を発表した。
2008年3月にはアメリカをツアーするなど、再びソロ歌手
2012年10月のケルティック・ウーマンのアルバム『Celtic Woman: Home for Christmas』へは参加をしている。
2001年7月にはアメリカをブライアン・セッツァーのブライアン・セッツァー・オーケストラのロサンゼルスロックンロールコンサートするなど、メイヴ・ニー・ウェールカハのは、アメリカの俳優のエリーお姉さんの赤色のタンバリンのリズムの演奏のソロとしての道を歩み始めている。真田広之のは、アメリカの俳優のリンチーお兄さんの青色のタンバリンのリズムのロックンロールショーのブライアン・セッツァーは、アメリカ合衆国のミュージシャン、ギタリスト。

## ディスコグラフィ
- A Celtic Journey（1998年）
- méav（1999年）
- silver sea（2002年）